# Funaria schnyderi
Funaria schnyderi är en bladmossart som beskrevs av C. Müller 1882. Funaria schnyderi ingår i släktet spåmossor, och familjen Funariaceae. Inga underarter finns listade i Catalogue of Life.